# Полуночники (картина)
«Полуночники» (англ. Nighthawks) — самая известная картина американского художника-реалиста Эдварда Хоппера и одно из наиболее узнаваемых произведений искусства США. Хранится в Институте искусств в Чикаго, США.

## Описание
Сюжет картины навеян закусочной в районе Гринвич-Виллидж на Манхэттене, по соседству с домом художника. В настоящее время на её месте находится автостоянка Mulry Square. Хоппер начал работу над картиной сразу же после нападения на Пёрл-Харбор, когда по всем Соединённым Штатам распространилось чувство мрачности и подавленности, переданное в картине. На полотне изображены ночные посетители закусочной, погружённые в собственные мысли. Единственный работник, на мгновение оторвавшись от своих дел, смотрит в окно мимо клиентов. Улица возле столовой пустынна и темна, её освещает только свет из, по-видимому, единственного работающего в столь поздний час заведения. Если приглядеться, можно заметить, что нет ни одного видимого выхода наружу из этого заведения, что ещё больше нагнетает чувство ограниченности и замкнутости. Хоппер отрицал, что хотел выразить именно это в картине, но говорил, что, «возможно, бессознательно хотел изобразить одиночество в большом городе».
«Полуночники» являются единственным полотном Хоппера, в котором показаны изогнутые части оконного стекла и в котором стекло вообще становится видимым.
В 1982 году McDonald’s попытался приобрести у Художественного института Чикаго права на воспроизведение картины. Маркетинговый отдел компании задумал разместить в кафе фигуру Рональда Макдональда, но предложение было отклонено из-за поднявшегося в прессе скандала.

## В культуре
Картина «Полуночники» оказала большое влияние на американскую культуру. Аллюзии и пародии на неё встречаются во многих картинах, фильмах, книгах и песнях. Готфрид Хельнвайн в одной из самых популярных пародий «Бульвар разбитых надежд» (англ. Boulevard of broken dreams) заменил фигуры посетителей на Джеймса Дина, Хамфри Богарта и Мэрилин Монро, а бармена — на Элвиса Пресли.
- В фильмах «Американцы», «Конец насилия» присутствуют сцены в кафе, похожие на сцену в картине.
- В мультфильме «Ограбление по Фрейду» также присутствует сцена, взятая непосредственно из этой картины. Более того, в этом анимационном фильме главный герой даже взаимодействует с одним из персонажей данной картины.
- По словам режиссёра Ридли Скотта, картина оказала влияние на отображение облика города в фильме «Бегущий по лезвию».
- Аналогичная сцена показана в эпизоде Homer vs. The Eighteenth Amendment мультсериала «Симпсоны».
- Картина дала название третьему альбому американского автора-исполнителя Тома Уэйтса Nighthawks at the Diner.
- В 11 сезоне сериала «Бесстыдники», картина, которую якобы украл из Чикагского института искусств страдающий провалами в памяти Фрэнк, появляется в доме Галлагеров. После череды перипетий, картина из дома также таинственно пропадает.